# Maculonaclia ankasoka
Maculonaclia ankasoka là một loài bướm đêm thuộc phân họ Arctiinae, họ Erebidae.